# Rynek w Wałbrzychu
Rynek – najstarszy centralny plac Wałbrzycha, położony w Śródmieściu.
Ma kształt prostokąta, znajduje się u zbiegu ulic Sienkiewicza, Gdańskiej, 1 Maja, Kościuszki, Moniuszki i św. Jadwigi. Obok znajduje się Pasaż Okrężny z przejściem do Placu Magistrackiego. Do placu można również dojść ulicami Gdańską i Sienkiewicza.

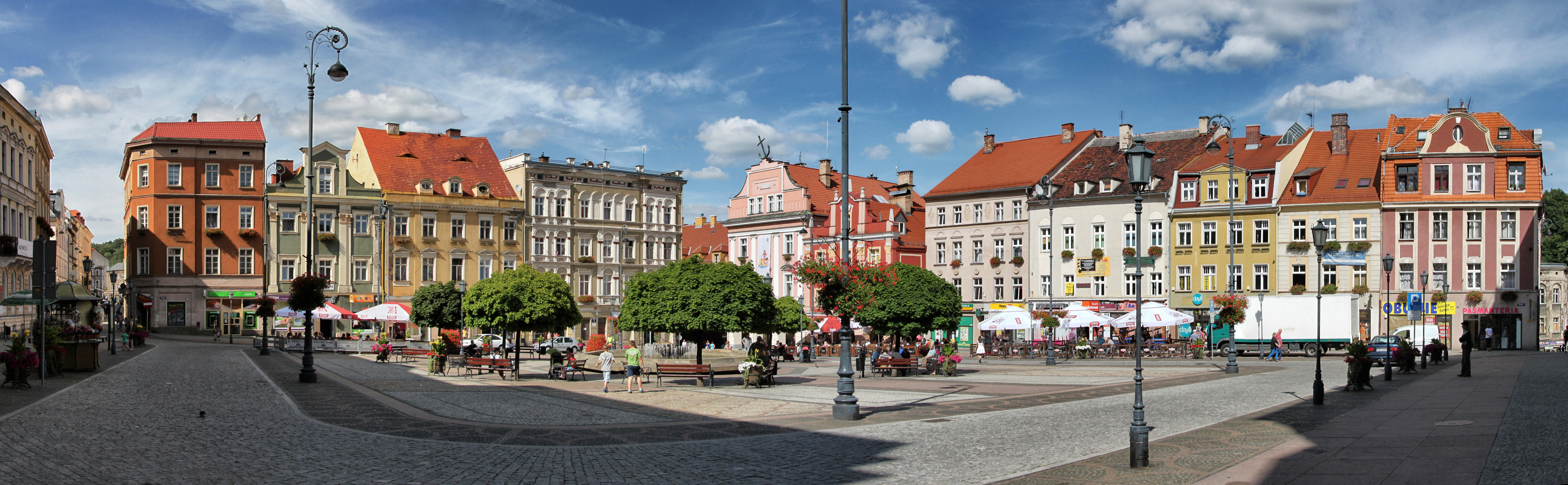
Rynek w Wałbrzychu

## Opis Rynku
Rynek to miejsce, gdzie w przeszłości odbywały się cotygodniowe targi. W latach 1731–1853 na środku znajdował się barokowy ratusz.
Współcześnie na placu zlokalizowane są ogródki piwne, sklepy, restauracje i punkty usługowe oraz biblioteka miejska, odbywają się tutaj imprezy sportowo-kulturalne.
Plac był kilkakrotnie przebudowywany, w 1905 roku na środku był zieleniec, a na nim pomnik Cesarza Fryderyka III z fontannami u boku. Plac pełnił też rolę węzła komunikacji miejskiej (w tym tramwajowej). Ostatnia dokonana przebudowa odbyła się w 1996 roku – wykonano wtedy zmianę nawierzchni, posadzono drzewa, ustawiono ławki oraz wykonano stylistyczne oświetlenie, na środku powstała fontanna, ograniczono ruch samochodowy. 
W rynku mieści się sporo kamienic zabytkowych, ciekawsze z nich to:
- "Kamienica pod Kotwicą": kamienica narożnikowa zbudowana w 1799 roku, w stylu barokowo-klasycystycznym, na fasadzie widnieje napis "MDCCXCIX", na parterze znajdują się trzy podcienia, elewacja jest podzielona pilastrami o głowicach jońskich. Swoją nazwę zawdzięcza kotwicy usytuowanej na samym szczycie kamienicy. Kotwica była symbolem handlowych związków Wałbrzycha z krajami zamorskimi.
- "Kamienica pod trzema różami": wybudowana w stylu barokowym powstała w 1777 roku. Jest to kamienica z podcieniami, trzypiętrowa. Swoją nazwę zawdzięcza trzem stiukowym różom usytuowanym na frontowej i bocznej elewacji.
- "Kamienica pod czterema Atlantami": zlokalizowano w niej siedzibę Biblioteki pod Atlantami. Zbudowana została w latach 1791–1793 w stylu klasycystycznym, przebudowana w 1856 roku. Kamienica została zbudowana dla miejskiego podskarbiego i kupca winnego J.W. Röllscha, dawniej mieściła się tu winiarnia w której był Johann Wolfgang von Goethe. Nazwa kamienicy wywodzi się do czterech atlantów usytuowanych na fasadzie na wysokości drugiej kondygnacji.

Warto zwrócić uwagę też na:
- kamienicę pod nr. 1 – dom Treutlera wybudowany w latach 1785–1789
- kamienicę pod nr. 2 – z 1788 roku, w stylu klasycystycznym
- kamienicę pod nr. 3 – z 1727 roku, w stylu barokowym

Jest to najstarsza kamienica w wałbrzyskim rynku
- kamienicę Zakładu Gazowniczego z 1860 roku (między kamienicą pod nr. 1 a kamienicą pod nr. 23 na rogu ulicy Kościuszki) z rzeźbą chłopca trzymającego w rękach kaganek.